# 弓遵
弓 遵（きゅう じゅん、? - 245年）は、魏の明帝の下賜品を倭国に与えた帯方太守。

## 人物
238年6月、卑弥呼が魏へ朝献したことに対して、12月に魏の明帝が破格といえる莫大な下賜品を与えようとした。しかし、明帝が239年正月に崩御したことから、これらの下賜品が実際に授けられたのは240年となり、帯方太守の弓遵が建中校尉の梯儁を倭国に派遣して、これらの下賜品を与えている。245年に韓族の臣智が反乱を起こした際に、鎮圧にあたるが、あえなく戦死する。